# Karine Jean-Pierre
Karine Jean-Pierre, född 13 augusti 1974, är en amerikansk politisk rådgivare. Hon var Vita husets pressekreterare mellan maj 2022 och januari 2025 och senior rådgivare åt president Joe Biden.
Jean-Pierre föddes i Fort-de-France, Martinique som dotter till haitiska immigranter men växte upp i Queens, New York. 2004 arbetade hon för John Edwards presidentkampanj och 2008 för Barack Obamas kampanj och arbetade sedan för Obama i Vita huset. Senare jobbade hon bland annat för intressegruppen MoveOn och som kommentator på NBC News och MSNBC.
I maj 2020 började hon arbeta för Joe Bidens presidentkampanj. I november 2020 utnämnde dåvarande tillträdande president Biden Jean-Pierre till vice pressekreterare. Efter att pressekreteraren Jen Psaki slutade i maj 2022 blev Jean-Pierre Vita husets pressekreterare. Hon är den första svarta person och första öppet HBTQ-person på posten.
Jean-Pierre har en adopterad dotter tillsammans med sin tidigare partner, CNN-journalisten Suzanne Malveaux. Paret separerade 2023 efter att ha varit partners i tio år.
I juni 2025 lämnade Jean-Pierre det Demokratiska partiet och började marknadsföra sin kommande bok, Independent: A Look Inside a Broken White House, Outside the Party Lines, vilket ledde till stark kritik från tidigare partikollegor.